# Didier Hamann
 (juillet 2016).
Si vous disposez d'ouvrages ou d'articles de référence ou si vous connaissez des sites web de qualité traitant du thème abordé ici, merci de compléter l'article en donnant les références utiles à sa vérifiabilité et en les liant à la section « Notes et références ».
Didier Hamann, né le 6 septembre 1963 à La Hestre, est un journaliste belge de nationalité allemande.

## Parcours
Didier Hamann est diplômé de l'Université libre de Bruxelles (licence en journalisme, complétée par une licence spéciale en gestion d'entreprise).
Après avoir passé 11 ans au sein de Sud Presse, dont il a été le directeur général de 2006 à 2009, il est devenu directeur général du quotidien Le Soir, le 7 décembre 2009, où il a remplacé Daniel Van Wylick.
Le 12 décembre 2015, l'Echo nous apprend que Didier Hamann quitte le Soir pour rejoindre le groupe de Franco Dragone. Il sera remplacé dans ses fonctions par Jean-Pierre Miranda.
|  |  |
|  |  |

Didier Hamann entame sa carrière en tant que correspondant free-lance pour le journal Le Soir (Tournai) et comme salarié au journal Le Peuple (Hainaut occidental). Ensuite, il collabore au magazine L'instant (chef de la rubrique économique) avant de passer à La Dernière Heure/Les Sports (journaliste économique) et puis à Sud Presse (chef de l'information générale, rédacteur en chef, directeur général).
Didier Hamann se revendique « humaniste laïque ». Durant dix ans, il est maître de conférence invité à l'École de Journalisme de l'Université catholique de Louvain (UCLouvain), où il contribue, aux côtés de Stéphane Rosenblatt, au cours de « Gestion de rédaction » donné par Benoît Grevisse.
Le 1er septembre 2011, il est nommé directeur rédacteur en chef du Soir, par le conseil d’administration de Rossel & Cie, reprenant ainsi le poste laissé vacant par Béatrice Delvaux,. Il quitte le journal Le Soir en décembre 2015 pour rejoindre Franco Dragone en tant que Directeur général, fonction qu'il occupera durant près d'un an avant d'évoluer dans d'autres fonctions au sein du groupe Dragone. En décembre 2018, il quitte le groupe Dragone pour devenir indépendant. En janvier 2020, il rejoint l'UCLouvain dont il devient directeur de la communication (Administration des relations extérieures et de la communication, AREC) jusqu'en décembre 2022.